# 센테니얼 (콜로라도주)

지도 상의 위치

센테니얼(Centennial)은 미국 콜로라도주 아라파호군에 위치한 자치도시(home rule municipality)이다. 2020년 미국 인구조사 기준 인구는 108,418명으로 콜로라도주에서 11번째로 많았다. 덴버 도시권의 일부로 여겨진다.

## 역사
센테니얼은 2001년 2월 7일에 설립되었다. 이 지역 주민들은 2000년 9월 12일에 통합하기로 투표했으며, 투표 중에 센테니얼을 공식 명칭으로 채택했다. 이 이름은 미국 독립 선언 100주년이 되는 1876년에 콜로라도가 38번째 주로 연방에 가입한 것을 반영한다. 콜로라도주는 "센테니얼주(Centennial State)"라는 별명을 갖고 있다.

## 인구
| 인구조사              | 인구    | Note | %±   |
| --------------------- | ------- | ---- | ---- |
| 2010년                | 100,377 |      | —    |
| 2020년                | 108,418 |      | 8.0% |
| U.S. Decennial Census |         |      |      |

## 같이 보기
- 콜로라도주
- 콜로라도주의 군 목록
- 콜로라도주의 통계 지구